# Чишма (Татышлинский район)
Чишма (баш. Шишмә) — деревня в Татышлинском районе Республики Башкортостан Российской Федерации. Входит в состав Шулгановского сельсовета. 

## География

### Географическое положение
Расстояние до:
- районного центра (Верхние Татышлы): 41 км,
- центра сельсовета (Шулганово): 1 км,
- ближайшей ж/д станции (Янаул): 51 км.

## Население
| 2002 | 2009 | 2010 |
| ---- | ---- | ---- |
| 57   | ↘51  | ↘48  |

### Национальный состав
Согласно переписи 2002 года, преобладающая национальность — башкиры (95 %).